# Rhizoecus puhiensis
Rhizoecus puhiensis är en insektsart som beskrevs av Hambleton 1974. Rhizoecus puhiensis ingår i släktet Rhizoecus och familjen ullsköldlöss. Inga underarter finns listade i Catalogue of Life.